# Franz Kreß von Kressenstein
Franz Otto Freiherr Kreß von Kressenstein (* 23. Juli 1881 in Augsburg; † 14. Januar 1957 in Planegg) war ein deutscher General der Kavallerie sowie von 1936 bis 1938 Kommandierender General des XII. Armeekorps der Wehrmacht.

## Leben

### Familie
Franz entstammte dem alten Nürnberger Patriziergeschlecht Kreß von Kressenstein. Er war der Sohn des späteren bayerischen Generaloberst und Kriegsministers Otto Kreß von Kressenstein und dessen Ehefrau Johanna, geborene von Orff. Kressenstein verheiratete sich 1924 in Breslau mit Charlotte Drescher, der Tochter des Germanisten Karl Drescher. Aus der Ehe gingen zwei Töchter hervor.

### Militärkarriere
Nach dem Besuch eines Humanistischen Gymnasiums trat Kressenstein am 15. Juli 1900 als Fahnenjunker in das 1. Schwere-Reiter-Regiment „Prinz Karl von Bayern“ der Bayerischen Armee in München ein. Vom 1. März 1901 bis 9. Februar 1902 wurde er an die Kriegsschule München kommandiert und am 9. März 1902 zum Leutnant befördert. Nachdem er am 3. März 1911 Oberleutnant geworden war, absolvierte er ab 1. Oktober 1911 für drei Jahre die Kriegsakademie, die ihm die Qualifikation für den Generalstab aussprach. Dort erhielt er auch seine Beförderung zum Rittmeister am 26. Juni 1914.
Mit Ausbruch des Ersten Weltkriegs kam Kressenstein als Ordonnanzoffizier in den Stab der 1. Infanterie-Division, mit der er sich an den Kämpfen in Lothringen und Frankreich beteiligte. Am 25. Dezember 1914 wurde er zum Zweiten Generalstabsoffizier ernannt. In der gleichen Funktion wechselte er am 16. September 1915 zur Kavallerie-Division, mit der Kressenstein in Polen kämpfte. Im selben Jahr wurde er außerdem zum Kämmerer ernannt. Am 12. März 1918 wurde er zur 8. Reserve-Division versetzt.
Nach Kriegsende wurde Kressenstein in die Reichswehr übernommen und dort von 1920 bis 1922 als Eskadronchef im 17. (Bayerisches) Reiter-Regiment eingesetzt und am 1. Juli 1921 zum Major befördert. Anschließend erfolgte seine Versetzung in den Stab der 2. Kavallerie-Division bis zum 31. Januar 1926. Unter gleichzeitiger Beförderung zum Oberstleutnant am 1. Februar 1926 kam er in den Stab des Infanterieführers der 7. (Bayerische) Division nach München. Anschließend übertrug man Kressenstein am 1. November 1928 das Kommando über das 7. (Preußisches) Reiter-Regiment in Breslau und beförderte ihn am 1. November 1930 zum Oberst. Am 1. April 1931 gab er dieses Kommando ab und wechselte als Chef des Stabes zur 2. Kavallerie-Division. Am 1. Oktober 1933 wurde er Generalmajor und war gleichzeitig bis zum 15. Oktober 1935 Chef des Stabes im Gruppenkommando 1 in Berlin.
Am 1. April 1935 wurde er zum Generalleutnant befördert und am 15. Oktober 1935 wurde er Kommandeur der 14. Infanterie-Division. Am 1. Oktober 1936 stieg er zum General der Kavallerie auf, am 6. Oktober wurde er zum Kommandierenden General des XII. Armeekorps und zum Befehlshaber des Wehrkreises XII ernannt. Am 28. Februar 1938 wurde er ehrenvoll aus der Armee verabschiedet und in den Ruhestand versetzt.
Er erhielt bei seinem Abschied die Genehmigung, die Uniform des Kavallerieregiments 17 mit den Generalsabzeichen zu tragen und wurde in den Ranglisten von 1939 und 1944/45 weitergeführt.

### Auszeichnungen
- Eisernes Kreuz (1914) II. und I. Klasse[3]
- Kronenorden IV. Klasse[3]
- Bayerischer Militärverdienstorden IV. Klasse mit Schwertern und mit Krone[3]
- Bayerisches Dienstauszeichnungskreuz II. Klasse[3]
- Ritterkreuz II. Klasse des Albrechts-Ordens[3]
- Hanseatenkreuz Hamburg[3]
- Orden Heinrichs des Löwen IV. Klasse[3]
- Braunschweiger Kriegsverdienstkreuz II. Klasse[3]